# Текебаев, Омурбек Чиркешович
Омурбек Чиркешович Текебаев (род. 22 декабря 1958, с. Акман, Жон Джалал-Абадская область) — киргизский политик. Депутат Жогорку Кенеша шести созывов. Лидер партии «Ата-Мекен» и движения «За реформы!»; заслуженный юрист Кыргызской Республики, государственный советник государственной службы I класса.
Текебаев являлся оппозиционной политической фигурой при Правительстве Аскара Акаева, который руководил Кыргызской Республикой со дня получения Кыргызской Республикой суверенитета в 1991 году после распада СССР. Текебаев трижды принимал участие в выборах Президента в качестве кандидата в 1995, 2000 и в 2017. В 2000 году он сформировал блок с Феликсом Куловым и проиграл выборы Акаеву, набрав 14 %; однако, лидеры оппозиции обвинили власти в фальсификации выборов.
27 марта 2005 года Текебаев стал Спикером Жогорку Кенеша после парламентских выборов 2005 года. В результате последовавших беспорядков Акаев был вынужден бежать из страны и власть перешла в руки Временного Правительства во главе с Президентом Курманбеком Бакиевым (см: Тюльпановая революция).
Текебаев сыграл стабилизирующую роль в смутное время переходного периода благодаря своей конституционной роли в качестве главы парламента, а также по причине того, что Акаев отказавшийся признать легитимность Бакиева в качестве И. О. Президента признал легитимность Текебаева как Спикера парламента и выразил готовность проводить переговоры непосредственно с ним. Переговоры никаких результатов не принесли, и Бакиев был избран президентом в июле 2005 после победы на выборах.
Текебаев объявил о сложении с себя полномочий Спикера Парламента после политического конфликта с Президентом Бакиевым в феврале 2006 года.
В сентябре 2006 года в багаже летевшего в Польшу Текебаева был найден героин. Инцидент был признан кыргызской общественностью и международным сообществом попыткой режима Бакиева сфабриковать обвинения против Текебаева.
В качестве сопредседателя движения «За реформы», сыграл важную роль в организации широких политических протестов против экс — Президента Курманбека Бакиева в ноябре 2006 и апреле 2007 года.

## Биография
В 1981 году окончил Кыргызский государственный университет по специальности «преподаватель физики», в 1994 году — Кыргызский государственный национальный университет по специальности «юрист».
Трудовую деятельность начал в 1981 году учителем физики в средней школе им. Токтогула в с. Акман Базар-Коргонского района Джалал-Абадской области.
С ноября 1981 по декабрь 1983 года служил в рядах Советской Армии.
В 1984 году продолжил работу в средней школе им. Токтогула в с. Акман.
В сентябре 1986 года перешёл в Ошский государственный педагогический институт на должность лаборанта, затем работал старшим препаратором, старшим лаборантом. В 1987—1991 гг. — учитель физики и математики в средней школе, позднее методист райметодкабинета Базар-Коргонского районного отдела просвещения.В апреле 1991 года утверждён начальником областного управления по антимонопольной политике и поддержке предпринимательства Джалал-Абадской области. В 1991—1992 гг. — Председатель политической партии «Эркин Кыргызстан».В 1991—1993 гг. — член Комиссии по выработке новой Конституции Кыргызской Республики и членом рабочей группы Комиссии. В сентябре 1991 года избран членом Верховного Совета СССР, членом Комитета Совета Республик по юридическим вопросам.В 1992—1994 гг. занимал пост заместителя главы государственной администрации Джалал-Абадской области. С 1994 года — по настоящее время Председатель социалистической партии «Ата Мекен».1994 год — член Конституционного совещания. Избирался депутатом Верховного Совета Киргизской ССР XII созыва, депутатом Жогорку Кенеша Кыргызской Республики I, II , III и V созывов. В 1995—2000 гг. — депутат Законодательного собрания Жогорку Кенеша I созыва, председатель Комитета по государственному устройству и законности. В 2000—2005 гг. — депутат Законодательного собрания Жогорку Кенеша II созыва. В 2000—2001 гг. был заместителем Торага Законодательного собрания Жогорку Кенеша. В 2002 году был заместителем председателя Конституционного совещания.
Был одним из главных руководителей Тюльпановой революции
, которая произошла 24 марта 2005 года. Именно он во главе делегации 4 апреля 2005 года торжественно принял отставку свергнутого президента Аскара Акаева. После этого в парламенте Кыргызстана не было единой точки зрения относительно того, стоит ли принять отставку Акаева, которая сохранит ему и его семье неприкосновенность, или ему следует объявить импичмент. Текебаев стоял во главе тех, кто желали принятия отставки. Но парламент объявил импичмент.
В 2005—2007 гг. — депутат Жогорку Кенеша III созыва.
В 2005—2006 гг. — Торага (Спикер) Жогорку Кенеша.
В 2006 году избран председателем Конституционного совещания.
В феврале 2006 года после политического конфликта с Президентом Бакиевым Текебаев объявил о своей отставке с поста (Торага) Спикера Жогорку Кенеша.
В сентябре 2006 года при поездке в Польшу в багаже Текебаева был обнаружен героин. Инцидент был признан как попытка дискредитации и фабрикации ложного обвинения Текебаева со стороны режима Бакиева.
С апреля по июль 2010 года занимал пост заместителя председателя Временного Правительства Кыргызской Республики разоблачил вооружённое восстание и заговор сепаратистов во главе с Батыровым К. и его братом Асановым Б., экс-губернатором Жалалабатской области против государства и был назначен ответственным за проведение конституционных реформ в стране — председатель Конституционного совещания.
В октябре 2010 года по списку Социалистической партии «Ата Мекен» избран депутатом Жогорку Кенеша V созыва.
В январе 2012 года Указом Президента возглавил Комиссию по выработке согласованных предложений по дальнейшему реформированию судебной системы Кыргызской Республики.
19 июля 2014 года Указом Президента Кыргызской Республики назначен членом Европейской Комиссии за демократию через право (Венецианской Комиссии) от Кыргызской Республики
В октябре 2015 года по списку партии «Ата Мекен» избран депутатом Жогорку Кенеша VI созыва, является лидером парламентской фракции «Ата Мекен».

## Этнические столкновения в 2010 годуна юге Кыргызстана

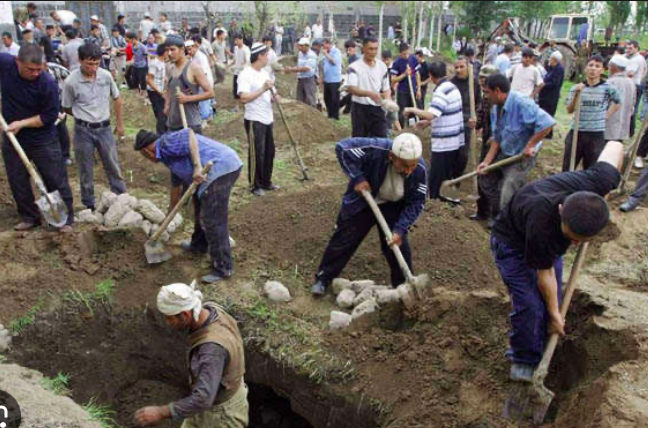
Погребение погибших во время столкновений на Юге Кыргызстана в 2010 году

Омурбека Текебаев обвиняют в начале июньских событий 2010 года. Множество очевидцев указывало на то, что  члены “Ата-мекен” Базар-коргонского района и агрессивно настроенные узбеки из партии “Родина” сожгли дом в родном селе Тейит изгнанного из страны президента Курманбека Бакиева. Родной брат Омурбека Текебаев - Асылбек Текебаев, по многочисленным рассказам очевидцев в СМИ, также участвовал в погроме.
Жители села в обращении в парламентскую комиссию по расследованию июньских событий, описывая произошедшее 14 мая 2010 года, утверждали, что команду жечь дома Бакиевых дал К.Батыров, что он действовал совместно с А.Текебаевым (лидером местного отделения партии «Ата Мекен») и Б.Асановым (губернатором Джалал-Абадской области), что громящая толпа состояла и из узбеков, и из киргизов, и что мотивом поджога и разграбления домов Бакиевых была ненависть к «бакиевцам».
О встречах Текебаева с узбекским сепаратистом Кадыржаном Батыровым заявлял и другой ряд кыргызских политиков, а обвинения в его адрес фигурировали в депутатских расследованиях партии “Ата-Журт”. Открыто о том, что Текебаев должен понести наказание за июньские события заявлял ряд депутатов Жогорку Кенеша.

## Обвинения в мародерстве на севере республики
События апрельской революции 2010 года сопровождались массовыми беспорядками и массовыми случаев мародерств. Членов партии “Ата-мекен” обвиняли в том, что они по приказу Текебаева, совершили ряд организованных попыток мародерства имущества прежних властей, по примеру сожженого дома в селе Тейит Курманбека Бакиева.
15 августа на внеочередном заседании парламентской фракции "Республика" депутаты проголосовали за обращение, в котором фракция просит Генпрокуратуру возбудить уголовные дела в отношении членов "Атамекена" Омурбека Текебаева, Туратбека Мадылбекова и Райкана Тологонова.
Парламентская комиссия подтвердила выводы, однако дело не дошло до обвинения,  в силу противодействий со стороны коалиции власти в парламенте и судебных тяжб самого Текебаева.
Депутатская комиссия по итогам своей проверки в сентябре 2012 года также представила заключение, в котором сообщалось, что лидер парламентской фракции «Ата Мекен» Омурбек Текебаев и его заместитель Болот Шер косвенно причастны к мародерству 7-8 апреля 2010 года, а депутаты Туратбек Мадылбеков, Райкан Тологонов и их сыновья – прямо замешаны в них.  Тологонов отрицал даже сам факт близкого знакомства с Абдуллой Юсуповым. Однако, распечатки телефонных разговоров позволили доказать, что Тологонов связывался с Абдуллой Юсуповым 7 раз в период с 6 по 12 апреля 2010 года. Причем звонил сам Райкан Тологонов, а звонки были из тех мест, где в то время происходили мародерства. Т.е. атамекеновец Тологонов однозначно присутствовал при разграблении имущества Бакиевых и близких к ним лиц.  

## Судебные дела противСМИ
Будучи лидером партии “Ата-мекеном” в правящей коалиции вел одновременно 3 судебных дела против СМИ по защите чести и достоинства. Дела освещали правозащитники и радио “Свобода”. Некоторые журналисты были вынуждены бежать за границу в качестве политических беженцев и смогли вернуться только после того как Текебаев выпал из коалиции большинства в парламенте.
На тот период, одновременно с исками против СМИ,  Омурбек Текебаев возглавлял комиссию по вопросам реформирования судебной системы, что также подвергалось критике со стороны журналистов.

## В руководстве партией
Как лидер партии Текебаев привел партию «Ата Мекен» к выборам на выборах 2010, 2015, 2020 и 2021 годов. Партия смогла пройти на выборах 2010 и 2015 годов, но проиграла на выборах 2020 и 2021 годов. После этих двух поражений подряд Текебаев принял предложение кыргызских властей и стал послом КР в Германии.

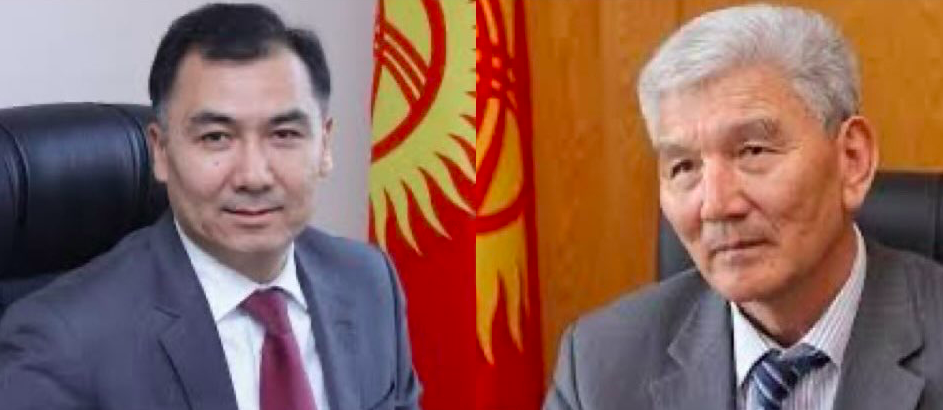
Коллеги по фракции "Ата-Мекен" - Омурбек Абдрахманов и Равшан Жээнбеков - обвинили Текебаева в политической коррупции и диктатуре в партии

Ряд депутатов выходили из партии “Ата-мекен” и обвинили Текебаева в строительстве партийных ячеек с опорой на финансы и взносы до 300 000$ США, вместе с продажей мест в парламенте.
Фракция «Ата Мекен» возглавляемая Текебаевым заявляла, что депутат ее же  фракции - Равшан Жеенбеков - должен партии 50 тысяч долларов, и если долг не будет выплачен, что фракция обнародует перечень его имущества. Сами депутаты Жээнбеков и Абдрахманов назвали это шантажом со стороны Текебаева. Позднее Жээнбеков и Абдрахманов были изгнаны из партии за невозврат денег и пересажены в дальние углы здания парламента.  Позднее, Текебаев предлагал конституционные поправки направленные на усиление роли лидера партии в парламентской фракции и введение возможности лишения мандата и смены очередности депутатского списка.
В 2016 году выступил против планов Президента Атамбаева по внесению изменений в Конституцию и проведению референдума.
В 2016—2017 году вместе с единомышленниками и гражданскими активистами проводил широкие публичные кампании по противодействию попыткам Атамбаева внести поправки в Конституцию.
Конфликт с президентом Атамбаевым начался с несогласия Текебаева и его фракции с планами по внесению поправок в Конституцию Кыргызской Республики, усиливавшие роль парламента в стране. В 2016-м он выступил против поправок, открыто заявляя, что неофициальным инициатором этих поправок является президент и его аппарат через послушных ему депутатов парламента. И тогда (ещё будучи членом коалиции большинства) фракция «Ата Мекен», выступила резко против изменений и референдума, где эти поправки должны были принять. Это привело к развалу коалиции и началу борьбы Текебаева и Атамбаева.
Так, Текебаев обнародовал обстоятельства вокруг приобретения Атамбаевым участка 2,7 га в селе Кой-Таш Чуйской области, ранее принадлежавшего ОАО «Дастан», находившемуся под контролем сына экс — Президента Кыргызстана Курманбека Бакиева, Максима Бакиева( якобы передача собственности произошла при участии мэра г. Бишкек Албека Ибраимова, через супругу Айнуру Ибраимову.)

## Обвинения в коррупции
25 февраля 2017 года в отношении Текебаева было возбуждено уголовное дело по ст.166 (Мошенничество) и 303 (Коррупция). Потерпевшим и основным свидетелем обвинения выступил гражданин Российской Федерации, российский предприниматель Леонид Маевский. В российских СМИ и интернет-ресурсах имя бывшего депутата Государственной Думы Леонида Маевского встречается, в основном, в связи со скандальными судебными разбирательствами.
8 июня 2017 года в Первомайском районном суде города Бишкек начался судебный процесс над Текебаевым и Чотоновым по ст.303 (Коррупция). Председательствующим судьёй назначен судья Эрнис уулу Айбек.
Он был обвинен опально известным российским олигархом Леонидом Маевским в получении взятки в 1 миллион долларов США за позитивное решение вопроса по сотовому оператору “Мегаком”, однако якобы так и не выполнил своих обязательств. Против Текебаева свидетельствовали его однопартийцы, частично участвовавшие в переговорах. Текебаев подтвердил факт встреч с Маевским.
Текебаев также отказался от проверки на детекторе лжи с Леонидом Маевским, настаивавшем на данном типе проверки.
Был осужден на 8 лет, но позднее вышел на свободу, однако не возглавил партийный список партии на выборах 2020 года. Ряд правозащитников и оппозиционеров такие как Эдиль Байсалов согласились с фабулой обвинения в адрес Текебаева. Ряд назвал дело Маевского политическими преследованиями.
Экс-представитель российской компании Penwell Business Limited , заявляла, что после революции 7 апреля,  Омурбек Текебаев через своего ставленника Азата Базаркулова фактически управлял крупнейшим сотовым оператором страны в период с 2012 по 2015 годы - “Мегаком”, и что именно он оплатил предвыборную кампанию партии “Ата-мекен”.
Ряд депутатов “Ата-мекен” и его давних однопартийцев, включая Омурбека Абдрахманов и Равшана Жээнбекова, подтвердили заявления Леонида Маевского и факт встреч с Маевским, также как и свидетельствовали неизвестное происхождение средств  у Текебаева на выборы партии в 2010 году.  
Однако ряд сторонников Текебаев и его однопартийцев заявляли об имеющемся алиби у Текебаева.
О процессе писали кыргызские и международные СМИ с широким освещениемсо стороны органов следствия, надзора и суда и объявлен гражданскими активистами, правозащитниками и общественными деятелями.
26 февраля 2017 года  по обвинению в мошенничестве и коррупции по делу Маевского арестован у трапа самолёта, на котором он вернулся в Кыргызскую Республику после участия в Парламентской ассамблее ОБСЕ.

## Секс-скандалы
Омурбек Текебаев  оказывался в центре сексуальных скандалов. Первый крупный скандал разразился в 2010 году во время выборов, когда его поведение подверглось пристальному вниманию СМИ и общественности из-за обвинений в супружеской неверности. Несмотря на это, Текебаев продолжил политическую карьеру и через несколько лет вновь оказался в эпицентре скандала.

## В должности посла
Текебаев был освобожден из тюрьмы и позднее оправдан на фоне политического конфликта между Алмазбеком Атамбаевым и Сооронбаем Жээнбековым.
После провала партии на выборах 2022 и 2021 года, он принял предложение новых властей Кыргызстана и стал послом Кыргызстана в Германии.

## Организации
1991−1992 — председатель политической партии «Эркин Кыргызстан»
С 1994 года по настоящее время — председатель социалистической партии «Ата-Мекен»
1996—2000 — член Межпарламентской Ассамблеи стран СНГ;
2000 — член Бюро Межпарламентской Ассамблеи Евразийского экономического сообщества
2002 — февраль, член Конституционного совещания, соавтор Акаевской редакции Конституции 2003 года.
2003 — председатель Комитета по гуманитарным вопросам МПА Евразийского экономического сообщества
Февраль 2007 член движения «За реформы!» и Объединённого Фронта «За достойное будущее Кыргызстана».
2014 — член Европейской Комиссии за демократию через право (Венецианской Комиссии) от Кыргызской Республики

## Семья
Женат. Супруга Айгуль Текебаева. Отец четверых детей: дочь Айданек; сыновья Амантур, Эсентур, дочь Айсара

## Награды
- заслуженный юрист Кыргызской Республики
- Орден «Манас» II степени (30 ноября 2011 года) — за гражданскую ответственность и мужество, проявленные в годы борьбы с авторитарными семейно-клановыми режимами, последовательное отстаивание идей демократии, свободы слова и мирных собраний, активное участие в проведении конституционной реформы, формировании основ парламентской демократии, а также в связи с успешным завершением переходного периода, после Апрельской народной революции 2010 года.
- Специальный нагрудный знак «Апрель элдик революциясынын батыры» («Герой апрельской народной революции»; 30.11.2011) — в знак признания особых заслуг участников событий 6-7 апреля 2010 года в свержении коррумпированного антинародного режима и в целях воспитания патриотизма.
- Орден «Содружество» (14 ноября 2003 года, Межпарламентская ассамблея СНГ) — за активное участие в деятельности Межпарламентской Ассамблеи и её органов, вклад в укрепление дружбы между народами  государств — участников Содружества[34].
- Медаль «МПА СНГ. 25 лет» (27 марта 2017 года, Межпарламентская ассамблея СНГ) — за заслуги в деле развития и укрепления парламентаризма, за вклад в развитие и совершенствование правовых основ функционирования Содружества Независимых Государств, укрепление международных связей и межпарламентского сотрудничества[35].
- Почётная грамота Совета МПА (8 декабря 2000 года, Совет Межпарламентской Ассамблеи государств — участников СНГ) — за активное участие в деятельности Межпарламентской Ассамблеи и её органов,  вклад в укрепление дружбы между народами государств — участников Содружества[36].
- Именные часы Президента Кыргызской Республики (29 ноября 2011 года) — за значительный вклад в поступательное и устойчивое развитие и становление государственной власти[37].